# سابا كوفاتش (لاعب هوكي الجليد)
سابا كوفاتش (بالمجرية: Kovács Csaba)‏ هو لاعب هوكي الجليد مجري، ولد في 18 مارس 1984 في المجر.

## وصلات خارجية
- سابا كوفاتش على موقع EliteProspects.com (الإنجليزية)
- سابا كوفاتش على موقع Eurohockey.com (الإنجليزية)
- سابا كوفاتش على موقع HockeyDB.com (الإنجليزية)